# Bethleni járás
Bethleni járás (románul: Bethlen District vagy Beclean District) a Magyar Királyság megszűnt közigazgatási egysége, mely 1876 előtt Belső-Szolnok, 1876-tól pedig Szolnok-Doboka vármegye, része volt. Közigazgatási hovatartozástól függetlenül székhelye mindvégig Bethlen település volt. Területe jelenleg Románia Beszterce-Naszód megyéjében fekszik.

## Fekvése

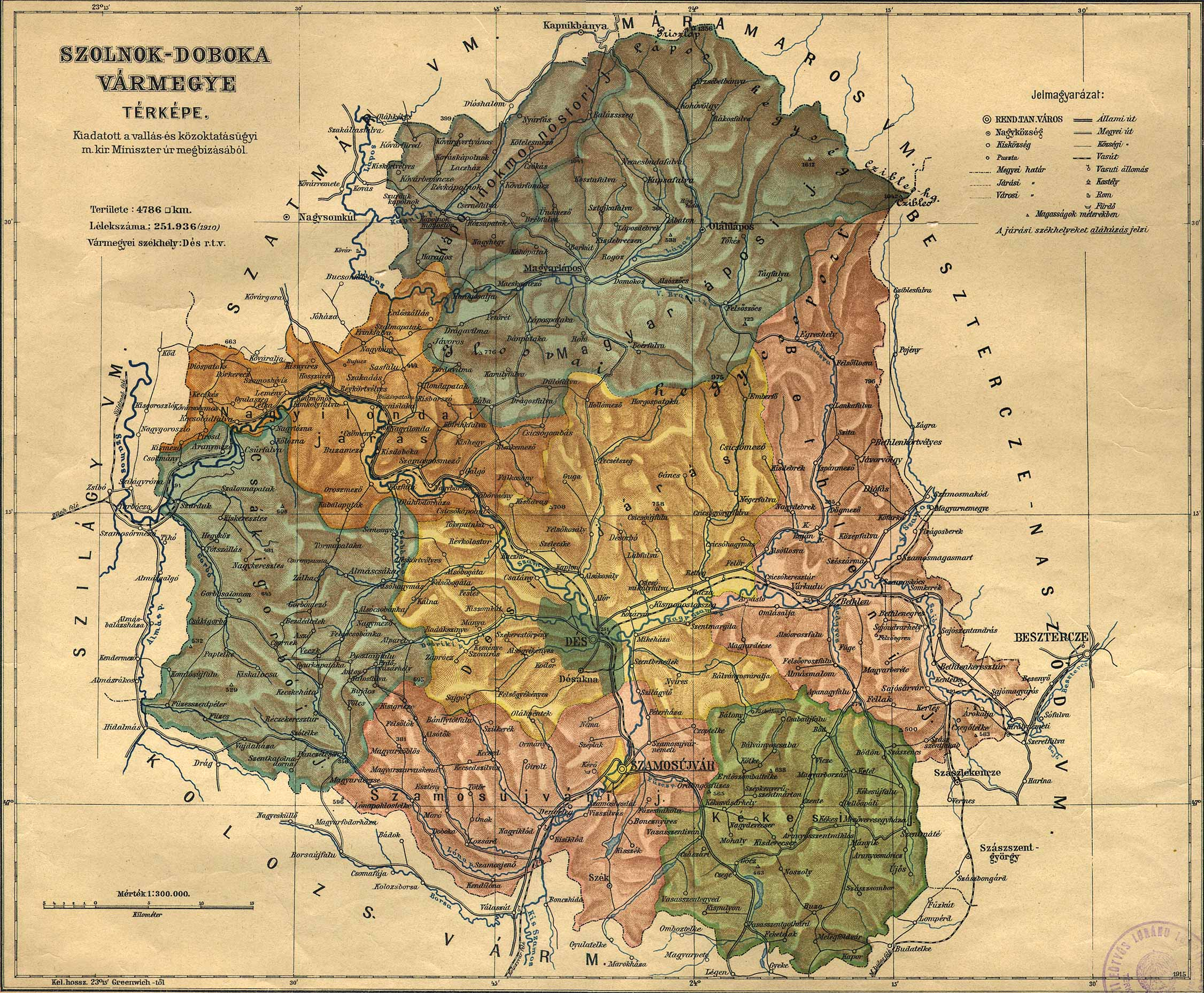
Szolnok-Doboka vármegye közigazgatási térképe 1910-ből

A Szolnok-Doboka vármegyét 1910-ben közigazgatásilag hét járás (és két rendezett tanácsú város) alkotta. A Bethleni járás a megye keleti határa mentén terült el, közvetlenül érintkezett a Magyarláposi, Dési és a Kékesi járásokkal. A szomszédos Beszterce-Naszód vármegye határán annak Naszódi és Jádi járásával volt határos.

A járás déli részén feküdt Bethlen, mely több vízfolyás találkozásánál terül el: a Sajó, a Szamos, a Nagy-Szamos és a Melles-patak összefolyása esik a járásra, valamint észak-déli irányban középütt az Ilosva-patak (Târlișua) szeli ketté, mely Csicsókeresztúrnál éri el a Nagy-Szamost.

## Lakossága
Fényes Elek 1857-es összeírása szerint 25 község és 14 035 lakó alkotta. 1910-ben 13 körjegyzőség 46 településén 37 232-en éltek. Bár a második bécsi döntés következtében a megye - s így a Bethleni járás is - visszakerült Magyarországhoz, az 1941. évi népszámlálást követően járási összesítést nem tettek közzé, ugyanakkor a Kereskedelmi- és Közlekedésügyi Minisztérium nyilvántartása (feltehetően az 1941-es népszámlálásból kiindulva) a járásban 40 985 lakost mutat. A járás formálisan 1950-ben szűnt meg, amikor Romániában a megyék helyett régiókat hoztak létre, Bethlen és környéke Kolozs régió része lett, ezen belül Dés központtal alakítottak ki egy körzetet.

## Története
A járás létrejöttének pontos dátumáról nincs adatunk. Belső-Szolnok vármegye 1721-ben csak két járásra (felső és alsó) volt felosztva, feltehetően az 1784–1787 között zajló első magyarországi népszámlálás során is hasonló lehetett a helyzet, mivel Bethlen ekkor még község volt, és csak két mezővárost jegyzetek fel a vármegyében (Dés, Szamosújvár). 1843-ban a járás már létezett 1876-ban a megye jelentős részét Szolnok-Doboka néven új vármegyébe csoportosították, így a Bethleni járás is átkerült oda. Az első világháborút követően a járás - a megye egészével együtt - 1918-tól román fennhatóság alá került, s a trianoni békeszerződés következtében 1920-tól Románia része lett. Neve ekkor Plasa Beclean volt. az 1940-es második bécsi döntés ismét Magyarországnak ítélte a megyét, s ezzel együtt a járást is, ami 1944-ig volt az ország része, majd visszakerült Romániához.

## Települései
1913-ban - az első világháború előtti utolsó békeévben - történt összeírás szerint (azok a települések, melyek 1913 óta lettek önállóak, ebben a listában még nem szerepeltek).
| település         | körjegyzőség         | lélekszám |
| ----------------- | -------------------- | --------- |
| Alsóilosva        | Alsóilosvai kj.      | 693       |
| Kiskaján          | Alsóilosvai kj.      | 929       |
| Nagydebrek        | Alsóilosvai kj.      | 516       |
| Nagykaján         | Alsóilosvai kj.      | 764       |
| Almásmálom        | Apanyagyfalui kj.    | 1006      |
| Apanagyfalu       | Apanyagyfalui kj.    | 1021      |
| Fellak            | Apanyagyfalui kj.    | 645       |
| Felsőoroszfalu    | Apanyagyfalui kj.    | 411       |
| Árpástó           | Árpástói kj.         | 1255      |
| Magyardécse       | Árpástói kj.         | 1666      |
| Omlásalja         | Árpástói kj.         | 584       |
| Alsóoroszfalu     | Bethleni kj.         | 357       |
| Bethlen           | Bethleni kj.         | 3070      |
| Egreshely         | Felsőilosvai kj.     | 1077      |
| Felsőilosva       | Felsőilosvai kj.     | 1485      |
| Lonkafalva        | Felsőilosvai kj.     | 515       |
| Dögmező           | Ispánmezői kj.       | 941       |
| Ispánmező         | Ispánmezői kj.       | 1504      |
| Kisdebrek         | Ispánmezői kj.       | 567       |
| Szita             | Ispánmezői kj.       | 367       |
| Kerlés            | Kerlési kj.          | 1066      |
| Sajósárvár        | Kerlési kj.          | 520       |
| Szászszentjakab   | Kerlési kj.          | 629       |
| Bethlenkörtvélyes | Középfalvai kj.      | 814       |
| Diófás            | Középfalvai kj.      | 275       |
| Jávorvölgy        | Középfalvai kj.      | 139       |
| Kőfarka           | Középfalvai kj.      | 562       |
| Középfalva        | Középfalvai kj.      | 1043      |
| Árokalja          | Sajómagyarósi kj.    | 877       |
| Cegőtelke         | Sajómagyarósi kj.    | 538       |
| Sajómagyarós      | Sajómagyarósi kj.    | 1167      |
| Bethlenkeresztúr  | Sajószentandrási kj. | 744       |
| Kentelke          | Sajószentandrási kj. | 924       |
| Sajószentandrás   | Sajószentandrási kj. | 562       |
| Alsóegres         | Sajóudvarhelyi kj.   | 200       |
| Felsőegres        | Sajóudvarhelyi kj.   | 200       |
| Füge              | Sajóudvarhelyi kj.   | 457       |
| Magyarberéte      | Sajóudvarhelyi kj.   | 411       |
| Sajóudvarhely     | Sajóudvarhelyi kj.   | 872       |
| Somkerék          | Somkeréki kj.        | 1098      |
| Szamoskócs        | Somkeréki kj.        | 851       |
| Szamosmagasmart   | Somkeréki kj.        | 305       |
| Virágosberek      | Somkeréki kj.        | 512       |
| Csicsókeresztúr   | Várkudui kj.         | 830       |
| Szészárma         | Várkudui kj.         | 952       |
| Várkudu           | Várkudui kj.         | 663       |